# Gare d’Alouette-France
Gare d'Alouette-France – przystanek kolejowy w Pessac, w departamencie Żyronda, w regionie Nowa Akwitania, we Francji.
Jest przystankiem kolejowym Société nationale des chemins de fer français (SNCF), obsługiwaną przez pociągi TER Aquitaine.